# Documenta 6

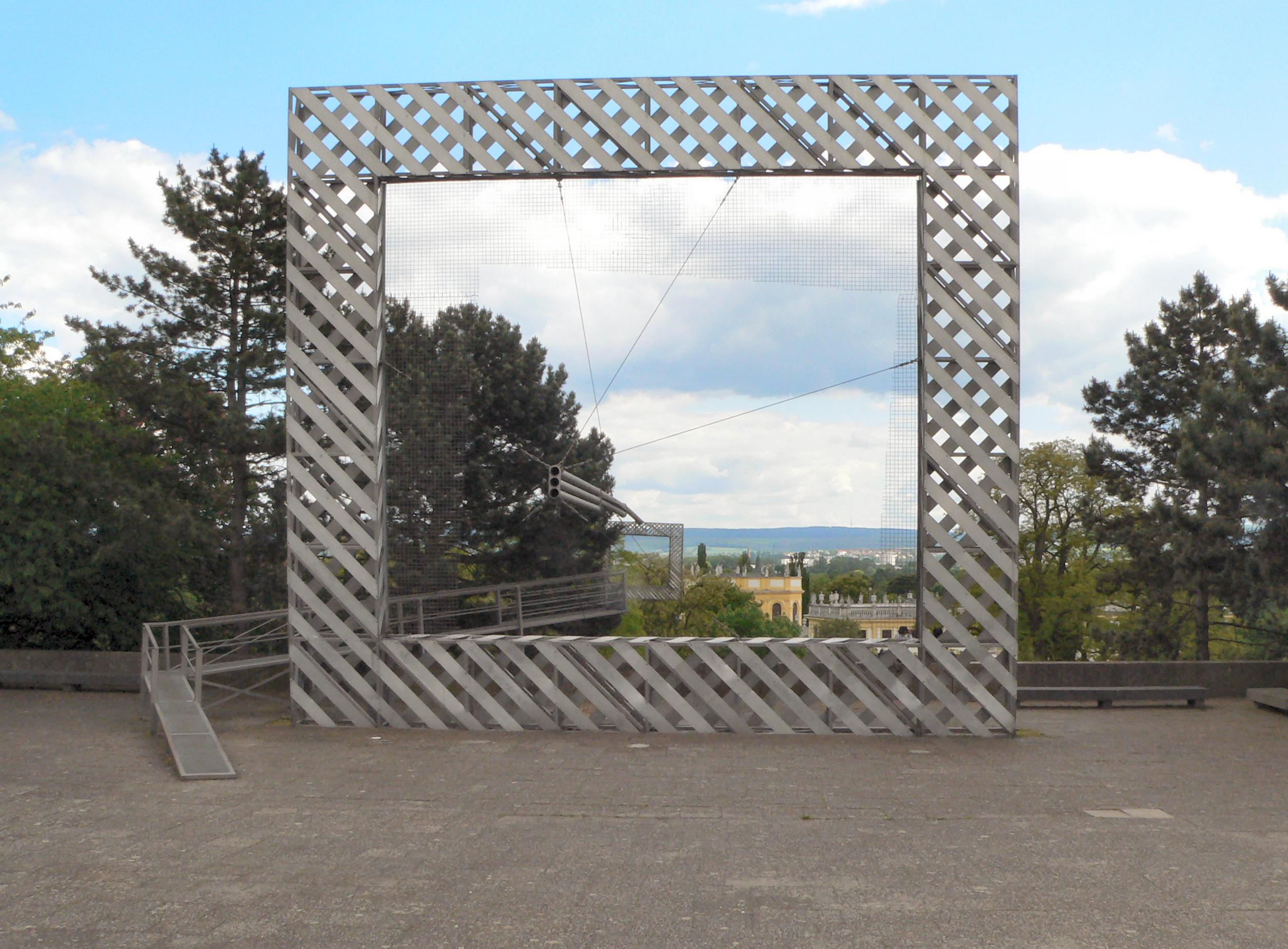
„Rahmenbau“ von Haus-Rucker-Co

Die documenta 6 fand vom 24. Juni bis 2. Oktober 1977 in Kassel statt und war die größte je veranstaltete Kunstausstellung in Deutschland. Ihr künstlerischer Leiter war Manfred Schneckenburger, Wieland Schmied war für die Sektion Zeichnung verantwortlich.
An der documenta 6 nahmen insgesamt 655 Künstler mit 2.700 Werken teil. 343.410 Besucher sahen sich die sechste documenta an.

## Konzept
Die Teilnehmer nutzten verschiedene Medientypen als Kunstform: Fotografie und Film wurden in den Mittelpunkt gerückt. Zudem wurde die Mediengesellschaft thematisiert. Die documenta 6 stellte erstmals als große Ausstellung in der Abteilung Fotografie die Arbeiten von historischen und zeitgenössischen Fotografen in den Zusammenhang zur zeitgenössischen Kunst im Kontext von 150 Jahren Fotografie.
Erstmals fand auf einer documenta eine Auseinandersetzung mit dem Sozialistischen Realismus in der bildenden Kunst der DDR statt. Die Teilnahme von sechs „offiziellen“ Künstlern der DDR (Willi Sitte, Bernhard Heisig, Wolfgang Mattheuer und Werner Tübke vertraten in einer gesonderten Abteilung die ostdeutsche Malerei – die Bildhauer Jo Jastram und Fritz Cremer die Bildhauerei der DDR) war umstritten und führte zu heftigen Diskussionen im Vorfeld und während der documenta – bis hin zum Ausstieg bereits berufener anderer Ausstellungs-Teilnehmer.
Horst Wackerbarth wurde mit der Publikation Kunst und Medien – Materialien zur documenta 6 beauftragt, darin finden sich insbesondere Positionen jüngerer Künstler Bazon Brock, Eberhard Fiebig und Adam Jankowski, aber auch politische Texte.

## Kunstwerke
Bedeutende Kunstwerke waren das „Terminal“ von Richard Serra sowie „der vertikale Erdkilometer“ auf dem Friedrichsplatz von Walter De Maria. Dabei bohrte de Maria ein einen Kilometer tiefes Loch und füllte das Loch mit massiven Messingstäben von 5 cm Durchmesser, die zu einem Kilometer ineinandergesteckt, dauerhaft in die Erde eingelassen wurden.
Bei den Kasselern besonders beliebt war die Laserskulptur Laserscape von Horst H. Baumann, die heute – in geänderter Form und Technik – wieder an einigen Tagen im Jahr am Kasseler Nachthimmel vom Zwehrenturm aus zu sehen ist. Die „Honigpumpe am Arbeitsplatz“ von Joseph Beuys nahm einen großen Teil der Rotunde des Fridericianums ein. Vor dem Hintergrund der Starfighter-Affäre wollte Wolf Vostell einen Starfighter auf das Dach des Fridericianum stellen, was ihm nicht erlaubt wurde. Stattdessen zeigte er seine Installation „La quinta del sordo“ (Das Haus des Tauben) eine Anlehnung an Francisco de Goya.
Die begehbare Stahlskulptur „Rahmenbau“ des österreichischen Künstlerkollektivs Haus-Rucker-Co ist ebenso wie das aus Polyester gefertigte und an ein gefaltetes Papierboot erinnernde „Traumschiff Tante Olga“ von Anatol Herzfeld noch immer in Kassel zu sehen. Das Schiff steht heute an der Heinrich-Schütz-Schule.

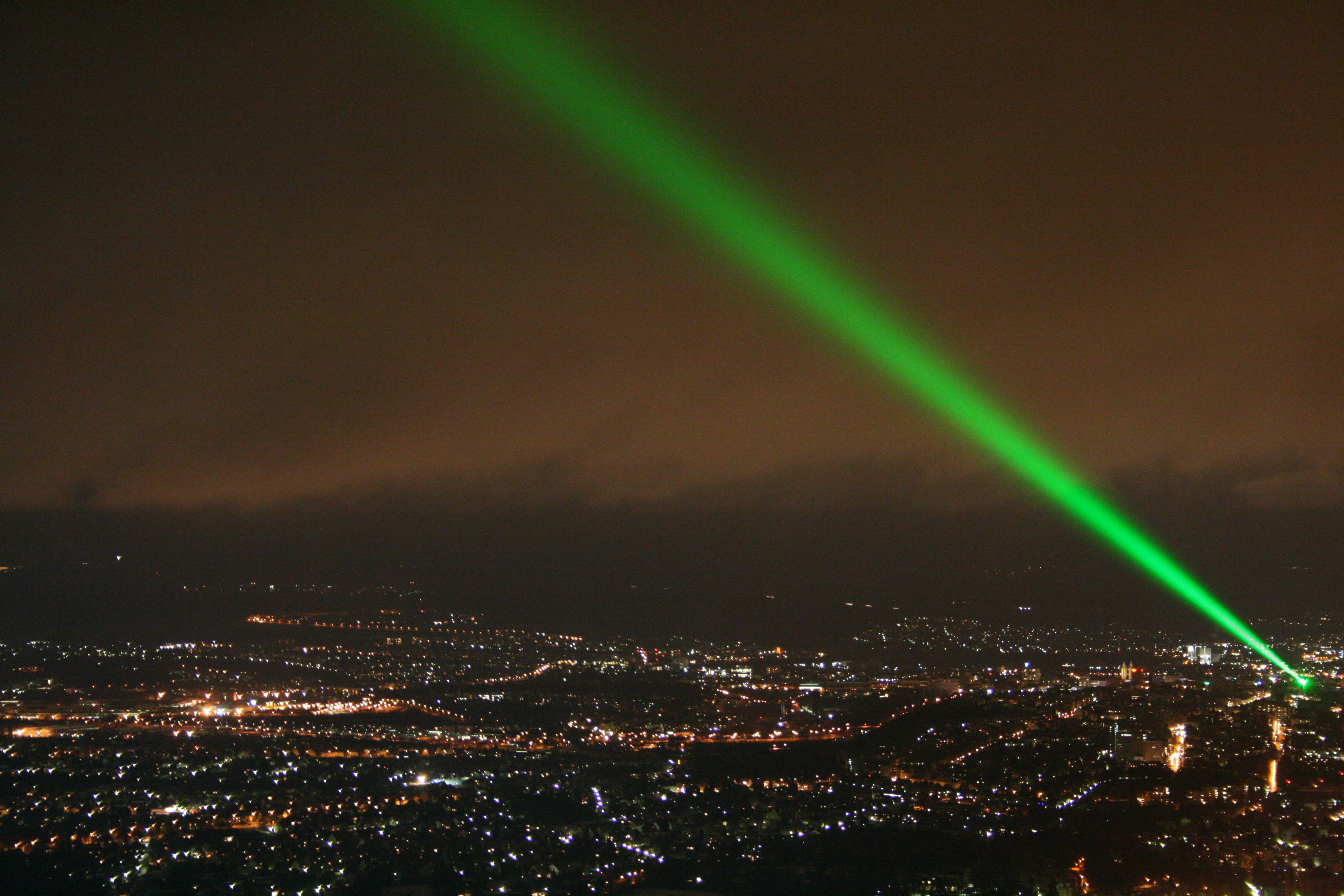
„Laserscape“ von Horst H. Baumann
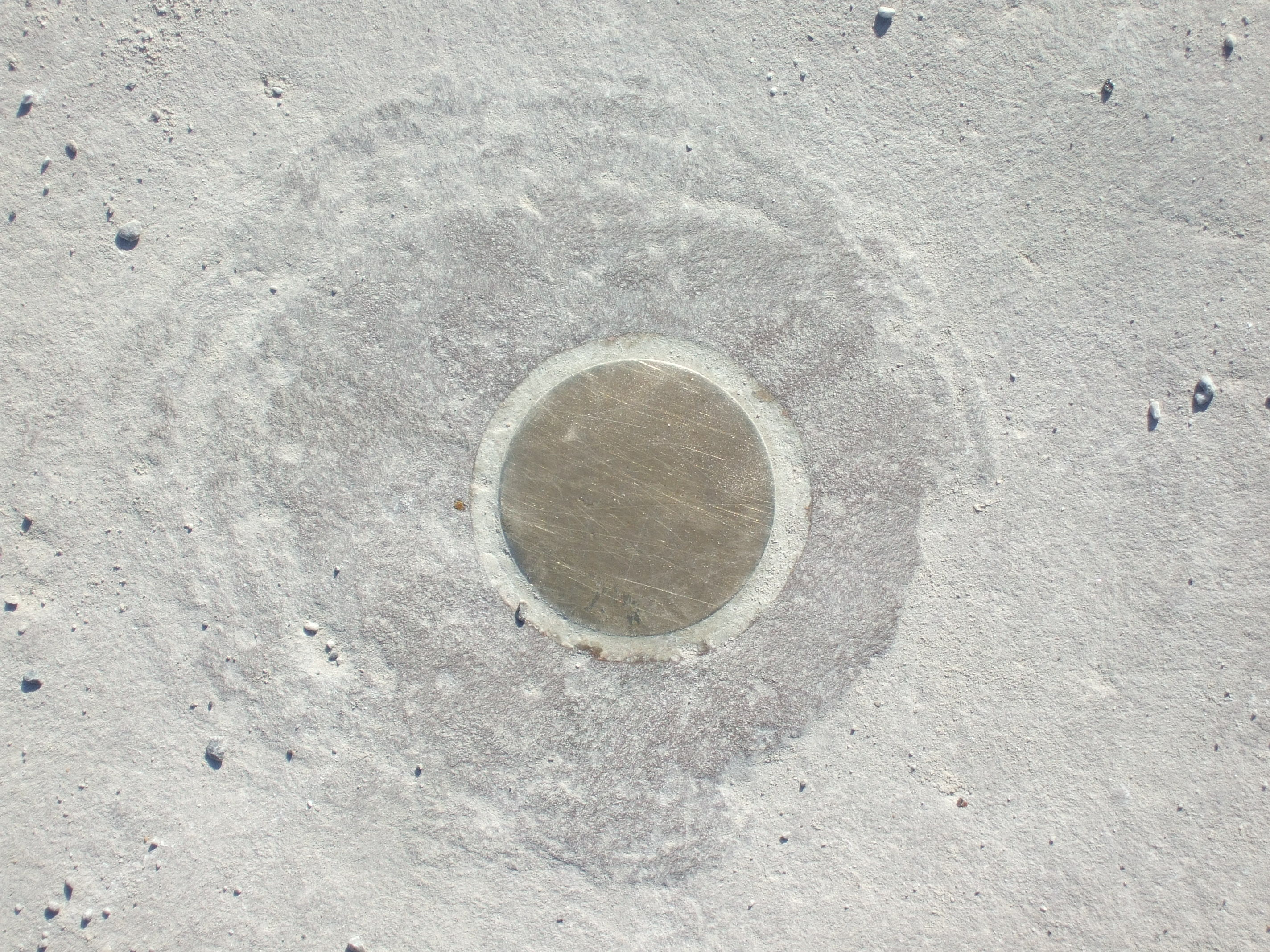
„Der vertikale Erdkilometer“ von Walter De Maria
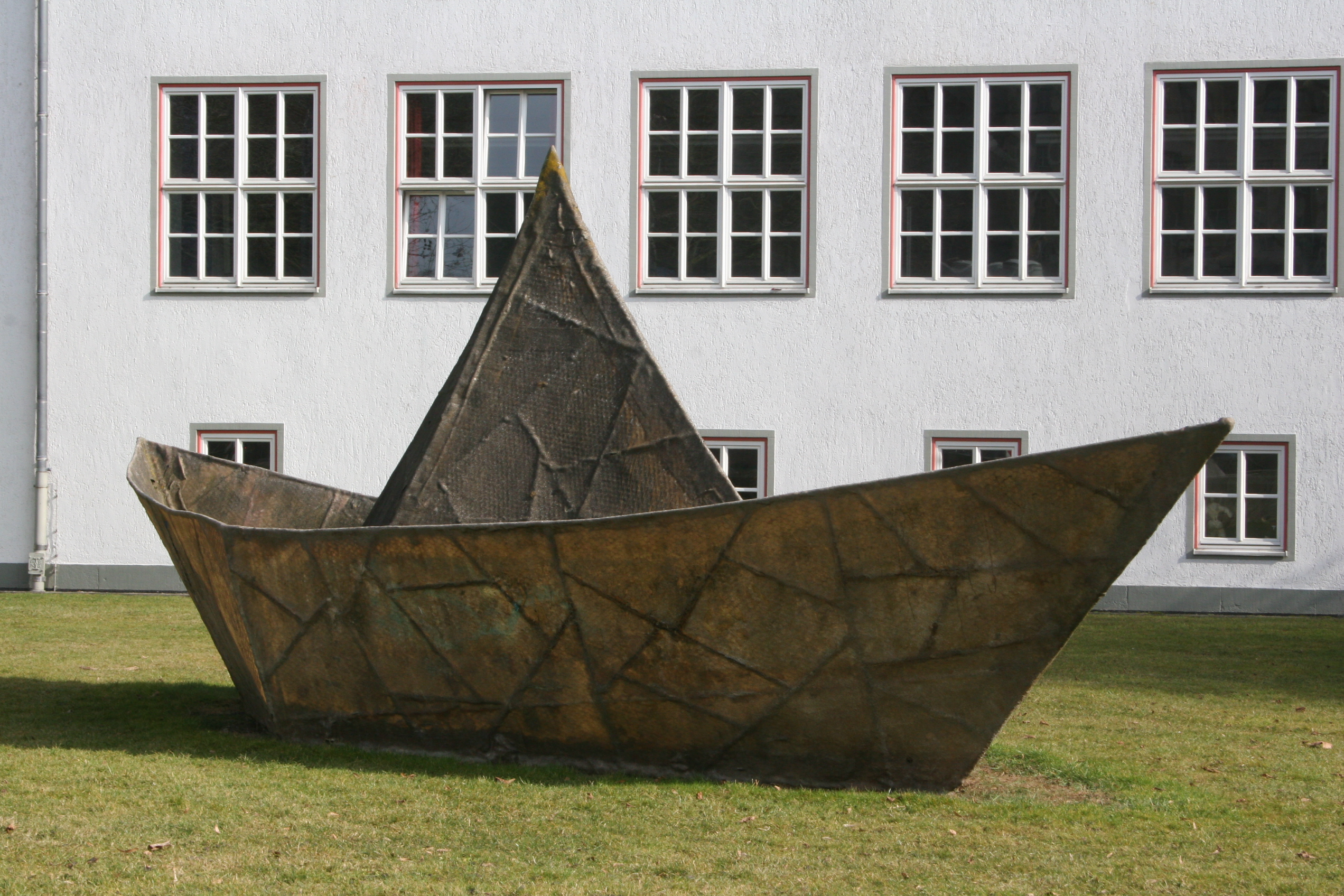
„Traumschiff Tante Olga“ von Anatol Herzfeld

## Ausstellungsorte
Ausstellungsorte waren das Fridericianum, die Neue Galerie, die Orangerie in der Parkanlage Karlsaue, sowie die Karlsaue selbst. Die documenta 6 zeigte dabei eine starke Präsenz durch ihre Außenarbeiten. Die gesamte Karlsaue war mit Kunstwerken erschlossen. Zur didaktischen Unterstützung der Ausstellung wurde zum dritten Mal nach der 4. documenta und der documenta 5 die Besucherschule von Bazon Brock veranstaltet.
Begleitend beging die 1777 gegründete Kunsthochschule Kassel ihr 200-jähriges Jubiläum mit Veranstaltungen in ihren Ateliers.

## Teilnehmende Künstler
Insgesamt nahmen 655 Künstler an der Documenta teil:
| A                           |                          |                                               |                                    |                                |  |
| Berenice Abbott             | Hermann Albert           | Carl Andre                                    | Ben d’Armagnac                     | Christian Ludwig Attersee      |  |
| Vito Acconci                | Pierre Alechinsky        | Theo Angelopoulos                             | Arman (Armand Fernandez)           | Bernard Aubertin               |  |
| Valerio Adami               | Gerhard Altenbourg       | Ottomar Anschütz                              | Fernando Arrabal                   | Joannis Avramidis              |  |
| Robert Adamson              | Robert Altman            | Horst Antes                                   | Eduardo Arroyo                     | Alice Aycock                   |  |
| Peter Ackermann             | Anatol                   | Ant Farm                                      | Art & Language                     | Mac Adams                      |  |
| Billy Adler                 | Gisela Andersch          | Shusaku Arakawa                               | David Askevold                     | Carlo Alfano                   |  |
| Chantal Akerman             | Laurie Anderson          | Diane Arbus                                   | Eugène Atget                       | Stephen Antonakos              |  |
| Thom Andersen               |                          |                                               |                                    |                                |  |
| B                           |                          |                                               |                                    |                                |  |
| Francis Bacon               | Monika Baumgartl         | Joseph Beuys                                  | Fernando Botero                    |                                |  |
| Michael Badura              | Hippolyte Bayard         | Michael von Biel                              | Margaret Bourke-White              | Günter Brus                    |  |
| Édouard Baldus              | Thomas Bayrle            | Werner Bischof                                | Mathew B. Brady                    | Anatol Brusilovsky             |  |
| Balthus                     | Cecil Beaton             | Louis-Auguste Bisson & Auguste-Rosalie Bisson | Brassaï (Gyula Halász)             | Wojciech Bruszewski            |  |
| Joachim Bandau              | Bernd und Hilla Becher   | Irma Blank                                    | George Brecht                      | Luis Buñuel                    |  |
| Jared Bark                  | Stephen Beck             | Karl Blossfeldt                               | KP Brehmer                         | Chris Burden                   |  |
| Robert Barry                | Bill Beckley             | Bernhard Blume                                | George Hendrik Breitner            | Daniel Buren                   |  |
| Jennifer Bartlett           | Ernest J. Bellocq        | Mel Bochner                                   | Heinz Breloh                       | Scott Burton                   |  |
| Gianfranco Baruchello       | James Benning            | Peter Bogdanovich                             | Georg Baselitz                     | Michael Buthe                  |  |
| Giorgio Battistella         | Franz Bernhard           | Claus Böhmler                                 | Stuart Brisley                     | James Lee Byars                |  |
| Gerd Baukhage               | Jean-Marie Bertholin     | Blythe Bohnen                                 | Jürgen Brodwolf                    |                                |  |
| Horst H. Baumann            | Nuccio Bertone           | Karl Bohrmann                                 | Marcel Broodthaers                 |                                |  |
| Bodo Baumgarten             | Jean-Louis Bertuccelli   | Christian Boltanski                           | Stanley Brouwn                     |                                |  |
| C                           |                          |                                               |                                    |                                |  |
| Enzo Cacciola               | Robert Capa              | Barbara Chase-Riboud                          | Pinchas Cohen Gan                  | Michael Craig-Martin           |  |
| Julia Margaret Cameron      | Henri Cartier-Bresson    | Eduardo Chillida                              | James Collins                      | Fritz Cremer                   |  |
| Colin Campbell              | Étienne Carjat           | Christo                                       | Miguel Condé                       | José Luis Cuevas               |  |
| Peter Campus                | Ugo Carrega              | Chryssa                                       | Tony Conrad                        | Edward Curtis                  |  |
| Louis Cane                  | Lewis Carroll            | Chuck Close                                   | Steven Cortright                   |                                |  |
| Vlassis Caniaris            | Claude Chabrol           | Harold Cohen                                  | Claudio Costa                      |                                |  |
| D                           |                          |                                               |                                    |                                |  |
| Miodrag Djuric (Dado)       | Douglas Davis            | Walter De Maria                               | Jim Dine                           | Juan Downey                    |  |
| Louis Daguerre              | Ger Dekkers              | Agnes Denes                                   | Alfred & John Bool und Henry Dixon | Peter Downsbrough              |  |
| Hanne Darboven              | Willem de Kooning        | Fred Deux                                     | Dore O.                            | Michael Druks                  |  |
| Alan Davie                  | Philip Henry Delamotte   | Jan Dibbets                                   | Ugo Dossi                          | Marcel Duchamp                 |  |
| John Davies                 | Jack Delano              | Braco Dimitrijević                            | Christian Dotremont                | David Douglas Duncan           |  |
| E                           |                          |                                               |                                    |                                |  |
| Don Eddy                    | Paul Eliasberg           | Heinz Emigholz                                | Ulrich Erben                       | Walker Evans                   |  |
| Benni Efrat                 | Ger van Elk              | Ed Emshwiller                                 | Hugo Erfurth                       | Valie Export                   |  |
| Sergej Eisenstein           | Peter Henry Emerson      | Leo Erb                                       | Garth Evans                        |                                |  |
| F                           |                          |                                               |                                    |                                |  |
| Öyvind Fahlström            | Federico Fellini         | Dan Flavin                                    | Charles Frazier                    | Lee Friedlander                |  |
|                             | Roger Fenton             | Richard Fleischner                            | Hermine Freed                      | Hamish Fulton                  |  |
| Ralston Farina              | Armand Fernandez         | Corsin Fontana                                | Wil Frenken                        |                                |  |
| Heide Fasnacht              | Vincenzo Ferrari         | Fred Forest                                   | Achim Freyer                       |                                |  |
| Rainer Werner Fassbinder    | Robert Filliou           | Terry Fox                                     | Gisèle Freund                      |                                |  |
| Hans-Peter Feldmann         |                          |                                               |                                    |                                |  |
| G                           |                          |                                               |                                    |                                |  |
| Wolfgang Gäfgen             | Jochen Gerz              | Tina Girouard                                 | Dan Graham                         |                                |  |
|                             | Paul-Armand Gette        | Michael Gitlin                                | Eve Gramatzki                      | Alan Green                     |  |
| Alexander Gardner           | Peter Gidal              | Wilhelm von Gloeden                           | Tom J. Gramse                      | Marty Greenbaum                |  |
| Winfred Gaul                | William Giersbach        | Jean-Luc Godard                               | Gotthard Graubner                  |                                |  |
| Rupprecht Geiger            | Gilbert & George         | Hubertus Gojowczyk                            | Nancy Graves                       | Robert Grosvenor               |  |
| Michael Geißler             | Frank Gillette           | Kuno Gonschior                                |                                    | Hetum Gruber                   |  |
| Arnold Genthe               | Raimund Girke            | Camille Graeser                               | Renato Guttuso                     |                                |  |
| H                           |                          |                                               |                                    |                                |  |
| Roel D’Haese                | Haus-Rucker-Co           | Wilhelm Hein                                  | Lewis Hine                         | Nan Hoover                     |  |
| Helfried Hagenberg          | Erich Hauser             | Bernhard Heisig                               | Leon Hirszman                      | Rebecca Horn                   |  |
| David Hall                  | Lady Clementina Hawarden | Michael Heizer                                | Antonius Höckelmann                | Horst P. Horst                 |  |
| Nigel Hall                  | Ron Hays                 | Al Held                                       | David Hockney                      | George Hoyningen-Huene         |  |
| Philippe Halsman            | Tim Head                 | Werner Herzog                                 | Anatol Herzfeld                    | Alfred Hofkunst                |  |
| Richard Hamilton            | Erwin Heerich            | Eva Hesse                                     | Rudolf Hoflehner                   | Douglas Huebler                |  |
| Heijo Hangen                | Axel Heibel              | David Octavius Hill                           | Edgar Hofschen                     | Danièle Huillet                |  |
| Noriyuki Haraguchi          | Birgit Hein              | John Hilliard                                 | Hans Hollein                       | Alfonso Hüppi                  |  |
| Karl Horst Hödicke          | Dietrich Helms           |                                               |                                    |                                |  |
| I                           |                          |                                               |                                    |                                |  |
| Shōhei Imamura              | Will Insley              | Jean Ipoustéguy                               | Patrick Ireland                    | Paul Isenrath                  |  |
| J                           |                          |                                               |                                    |                                |  |
| Ken Jacobs                  | Paul Jaray               | Jasper Johns                                  | Frances Benjamin Johnston          |                                |  |
| Miklós Jancsó               | Jo Jastram               | Douglas James Johnson                         | Donald Judd                        |                                |  |
| Horst Janssen               | Alejandro Jodorowsky     | Joan Jonas                                    | Martha Jungwirth                   |                                |  |
| K                           |                          |                                               |                                    |                                |  |
| Wolf Kahlen                 | Buster Keaton            | Jürgen Klauke                                 | Beryl Korot                        | Ferdinand Kriwet               |  |
| Max Kaminski                | Ellsworth Kelly          | Alexander Kluge                               | Joseph Kosuth                      | Germaine Krull                 |  |
| Howard Kanovitz             | Michael Kenny            | Werner Knaupp                                 | Jannis Kounellis                   | Shigeko Kubota                 |  |
| Tadeusz Kantor              | André Kertész            | Günther Knipp                                 | András Kovács                      | Stanley Kubrick                |  |
| Allan Kaprow                | Anselm Kiefer            | Milan Knížák                                  | Attila Kovács                      | Gary Kuehn                     |  |
| Dani Karavan                | Harry Kipper             | Imi Knoebel                                   | Kurt Kren                          |                                |  |
| Marin Karmitz               | Alain Kirili             | Alice Kochs                                   | Dieter Krieg                       |                                |  |
|                             | Ronald B. Kitaj          | Christof Kohlhöfer                            | Richard Kriesche                   |                                |  |
| On Kawara                   | Konrad Klapheck          | Jiří Kolář                                    | Les Krims                          | Willem de Kooning              |  |
| L                           |                          |                                               |                                    |                                |  |
| László Lakner               | Barry Le Va              | Michael Leisgen                               | Robert Lawrance Lobe               | Urs Lüthi                      |  |
| Arthur Lamothe              | Russell Lee              | Les Levine                                    | Francisco López Hernández          | George Platt Lynes             |  |
| Richard Landry              | Jean Le Gac              | Sol LeWitt                                    | Antonio López García               |                                |  |
| Nikolaus Lang               | Gustave Le Gray          | Roy Lichtenstein                              | Joseph Losey                       |                                |  |
| Dorothea Lange              | Malcolm Le Grice         | Richard Lindner                               | Bernhard Luginbühl                 |                                |  |
| John Latham                 | Barbara Leisgen          | Michael Lingner                               | Bernhard Lüthi                     |                                |  |
| M                           |                          |                                               |                                    |                                |  |
| Heinz Mack                  | Kenneth Martin           | Gerhard Merz                                  | Alexander Mitta                    | Robert Morris                  |  |
| Nino Malfatti               |                          | Mario Merz                                    | Milan Mölzer                       | Alfons Maria Mucha             |  |
| Felix H. Man (Hans Baumann) | Roberto Matta            | Borg Mesch                                    | Bernard Moninot                    | Ugo Mulas                      |  |
| Robert Mangold              | Gordon Matta-Clark       | Annette Messager                              | Henry Moore                        | Antoni Muntadas                |  |
| Andy Mann                   | Wolfgang Mattheuer       | Adolphe de Meyer                              | Stefan Moore                       | Walter Murch                   |  |
| Werner Mantz                | Cynthia Lee Maughan      | Duane Michals                                 | Carmengloria Morales               | J. J. Murphy                   |  |
| Piero Manzoni               | Anthony McCall           | Henri Michaux                                 | Marcello Morandini                 | Zoran Mušič                    |  |
| Giacomo Manzù               | Barry McCallion          | Rune Mields                                   | Pit Morell                         | Eadweard Muybridge             |  |
| Robert Mapplethorpe         | Bruce McLean             | Antoni Miralda                                | François Morellet                  |                                |  |
| Brice Marden                | Syd Mead                 | Josef Mikl                                    | María Moreno                       |                                |  |
| Agnes Martin                | Dariush Mehrjui          | Joan Miró                                     | Malcolm Morley                     |                                |  |
| N                           |                          |                                               |                                    |                                |  |
| Tomitaro Nachi              | Bruce Nauman             | Wolfgang Nestler                              | Joseph Nicéphore Niépce            | Maria Nordman                  |  |
| Félix Nadar                 | Charles Nègre            | Richard Newton                                | Ansgar Nierhoff                    | Gabriele und Helmut Nothhelfer |  |
| Maurizio Nannucci           | Werner Nekes             | Max Neuhaus                                   | Richard Nonas                      | Lev V. Nussberg                |  |
| O                           |                          |                                               |                                    |                                |  |
| Dore O.                     | Timothy O’Sullivan       | Roman Opalka                                  | Nagisa Ōshima                      |                                |  |
| Oswald Oberhuber            | Claes Oldenburg          | Dennis Oppenheim                              | Jean Otth                          |                                |  |
| Brian O’Doherty             | Claudio Olivieri         | Anna Oppermann                                |                                    |                                |  |
| P                           |                          |                                               |                                    |                                |  |
| Hilmar Pabel                | Giulio Paolini           | A. R. Penck                                   | Pablo Picasso                      | Lucio Pozzi                    |  |
| Nam June Paik               | Eduardo Paolozzi         | Peng Wan-Ts                                   | Otto Piene                         | Heinz-Günter Prager            |  |
| Blinky Palermo              | Gordon Parks             | Beverly Pepper                                | Walter Pichler                     | Mario Prassinos                |  |
| Magnús Pálsson              | Sergei Paradschanow      | Dolores Pacileo                               | Anne und Patrick Poirier           | Gianni Piacentino              |  |
| Panamarenko                 | Pier Paolo Pasolini      | Wolfgang Petrick                              | Sigmar Polke                       |                                |  |
| Gina Pane                   | Max Peintner             | Friederike Pezold                             | Don Potts                          |                                |  |
| Q                           |                          |                                               |                                    |                                |  |
| Isabel Quintanilla          | Daniel Quintero          |                                               |                                    |                                |  |
| R                           |                          |                                               |                                    |                                |  |
| William Raban               | John Reilly              | Jacob August Riis                             | Peter Roehr                        | Ed Ruscha                      |  |
| David Rabinowitch           | James Reineking          | Bridget Riley                                 | Ulrike Rosenbach                   | Ken Russell                    |  |
| Arnulf Rainer               | Albert Renger-Patzsch    | Klaus Rinke                                   | James Rosenquist                   | Claude Rutault                 |  |
| Yvonne Rainer               | Jean Renoir              | Larry Rivers                                  | Gerhard Richter                    | Reiner Ruthenbeck              |  |
| Robert Rauschenberg         | Alain Resnais            | Jacques Rivette                               | Roberto Rossellini                 | Robert Ryman                   |  |
| Man Ray                     | Erich Reusch             | Józef Robakowski                              | Dieter Roth                        | Éric Rohmer                    |  |
| Tony Ray-Jones              | Hans Peter Reuter        | Dorothea Rockburne                            | Arthur Rothstein                   |                                |  |
| Martial Raysse              | George Warren Rickey     | Alexander Michailowitsch Rodtschenko          | Gerhard Rühm                       | Reindeer Werk                  |  |
| S                           |                          |                                               |                                    |                                |  |
| Hans Salentin               | Tomas Schmit             | Paul Sharits                                  | Michael Singer                     | Edward Steichen                |  |
| Sohrab Shahid Saless        | Wolfgang Schmitz         | Martin Schwarz                                | Willi Sitte                        | Saul Steinberg                 |  |
| Erich Salomon               | Helmut Schober           | Martin Scorsese                               | Neal Slavin                        | Frank Stella                   |  |
| Lucas Samaras               | Eugen Schönebeck         | George Segal                                  | David Smith                        | Alfred Stieglitz               |  |
| Fred Sandback               | Ben Schonzeit            | Antonio Seguí                                 | Robert Smithson                    | John Benjamin Stone            |  |
| August Sander               | Rudolf Schoofs           | Friedrich Seidenstücker                       | Fernando Ezequiel Solanas          | Paul Strand                    |  |
| Sarkis Zabunyan             | Jan Schoonhoven          | Richard Serra                                 | Michael Snow                       | Jean-Marie Straub              |  |
| Antonio Saura               | Werner Schroeter         | Ben Shahn                                     | Alan Sonfist                       | Liselotte Strelow              |  |
| Konrad Balder Schäuffelen   | Heinz Schubert           | Joel Shapiro                                  | Eve Sonneman                       | Michelle Stuart                |  |
| Giorgi Schengelaia          | Alf Schuler              | Charles Sheeler                               | Keith Sonnier                      | Josef Sudek                    |  |
| Alexander Schleber          | HA Schult                | Stephen Shore                                 | Daniel Spoerri                     | István Szábo                   |  |
| Barbara Schmidt-Heins       | Bernard Schultze         | Katharina Sieverding                          | Klaus Staeck                       | Chihiro Shimotani              |  |
| Gabriele Schmidt-Heins      | Emil Schumacher          | Charles Simonds                               | Ted Stamm                          | Kenneth Snelson                |  |
| Ursula Schultze-Bluhm       |                          |                                               |                                    |                                |  |
| T                           |                          |                                               |                                    |                                |  |
| Jiro Takamatsu              | Andrej Tarkowskij        | George Trakas                                 | Peter Tuma                         |                                |  |
| Takis                       | André Thomkins           | François Truffaut                             | Deborah Turbeville                 |                                |  |
| William Henry Fox Talbot    | Jean Tinguely            | Costas Tsoclis                                | Richard Tuttle                     |                                |  |
| Antoni Tàpies               | Gérard Titus-Carmel      | Werner Tübke                                  | Cy Twombly                         |                                |  |
| U                           |                          |                                               |                                    |                                |  |
| Günther Uecker              | Lee Ufan                 | Timm Ulrichs                                  | Hans Uhlmann                       |                                |  |
| V                           |                          |                                               |                                    |                                |  |
| Giuliano Vangi              | Vladimir Veličković      | Bill Viola                                    | Klaus Vogelgesang                  | Hannsjörg Voth                 |  |
| Agnès Varda                 | Bernard Venet            | Luchino Visconti                              | Wolf Vostell                       |                                |  |
| W                           |                          |                                               |                                    |                                |  |
| Andrzej Wajda               | Weegee                   |                                               | Gottfried Wiegand                  | Claus Peter Wittig             |  |
| Willie Walker               | William Wegman           | Wim Wenders                                   | Klaus Wildenhahn                   | Krzysztof Wodiczko             |  |
| Franz Erhard Walther        | Peter Weibel             | Lina Wertmüller                               | Dorothee von Windheim              |                                |  |
| Andy Warhol                 | Lawrence Weiner          | Dsiga Wertow                                  | Gerd Winner                        | Fritz Wotruba                  |  |
| Ryszard Waśko               | Roger Welch              | Marthe Wéry                                   | Reindert Wepko van de Wint         | Klaus Wyborny                  |  |
| Wolfgang Weber              | Peter Weller             | Tom Wesselmann                                | Rainer Wittenborn                  |                                |  |
| Y                           |                          |                                               |                                    |                                |  |
| Keigo Yamamoto              | Yves Yersin              | Yoshio Yoshida                                | Frank Young                        |                                |  |
| Z                           |                          |                                               |                                    |                                |  |
| Herbert Zangs               | Gianfranco Zappettini    | Jerry Zeniuk                                  | Heinrich Zille                     |                                |  |
| Krzysztof Zanussi           | Michele Zaza             | Christian Ziewer                              | Zush                               |                                |  |

Einige Künstler haben ihre Werke zurückgezogen:
- Georg Baselitz und Markus Lüpertz wegen der Zulassung der „offiziellen“ DDR-Künstler
- Gerhard Richter zog seine Bilder zurück wegen eines Streits um die Aufhängung seiner Werke.

## In Kassel verbliebene Kunstwerke
- Das Traumschiff Tante Olga von Anatol (Polyester, Höhe ca. 3 m und Länge ca. 10 m)
Ort: Freigelände der Heinrich-Schütz-Schule

- Der Vertikale Erdkilometer von Walter De Maria (Messing, Länge und Tiefe 1000 m, Durchmesser 5 cm; Kopfeinfassung: Sandstein 200 × 200 cm)
Ort: Friedrichsplatz

- Laserscape Kassel von Horst H. Baumann
Ort: Zwehrenturm - Herkules - Orangerie - Karlsaue - Laser-Environment über die Stadt (nur temporär in Betrieb)

- Rahmenbau von Haus-Rucker-Co (Verzinkter Stahl, Stahlgitter, 14 × 16,5 × 31 m)
Ort: Friedrichsplatz/Schöne Aussicht, Gustav-Mahler-Treppe

- documenta-Signet zur d6 von Karl Oskar Blase
Ort: Garten des Privathauses von Karl Oskar Blase, Kuhbergstraße 47